# Religioni in Honduras
Il cristianesimo è la religione più diffusa in Honduras. Secondo una statistica del 2010, i cristiani sono l'89% della popolazione; l'1% circa della popolazione segue altre religioni e il 10% circa della popolazione non segue alcuna religione. Una stima del 2014 conferma questi dati, dando i cristiani all'87% della popolazione (con una lieve maggioranza di cattolici), coloro che seguono altre religioni al 2% della popolazione e gli atei all'1% della popolazione, mentre il restante 10% della popolazione non segue alcuna religione o non specifica la propria affiliazione religiosa. Una stima dell'Association of Religion Data Archives (ARDA) riferita al 2020 dà i cristiani al 95,8% circa della popolazione e coloro che seguono altre religioni al 2,2% circa della popolazione, mentre il 2% circa della popolazione non segue alcuna religione. Secondo una stima della CIA del 2020, i cristiani sono invece l'82% della popolazione; l'1% della popolazione segue altre religioni e il 17% della popolazione non segue alcuna religione.

## Religioni presenti

### Cristianesimo
Secondo la citata stima del 2014, i cattolici rappresentano il 46% della popolazione e i protestanti il 41% della popolazione.  Secondo le stime dell'ARDA del 2020, i cattolici sono il 68,7% circa della popolazione, i protestanti il 15,1% circa della popolazione e gli ortodossi lo 0,1% della popolazione, mentre i cristiani di altre denominazioni e i cristiani non denominazionali sono l'11,9% della popolazione. La stima della CIA del 2020 dà invece i cattolici in minoranza (il 34% della popolazione), mentre i protestanti sarebbero il 48% della popolazione.
La Chiesa cattolica è presente in Honduras con una sede metropolitana (l'arcidiocesi di Tegucigalpa), da cui dipendono dieci diocesi suffraganee. 
I protestanti presenti in Honduras appartengono sia al protestantesimo tradizionale che all'evangelicalismo. I gruppi protestanti tradizionali comprendono luterani, moraviani, anglicani, anabattisti e mennoniti. I gruppi evangelicali comprendono pentecostali e battisti. Sono presenti anche gli avventisti del settimo giorno. Vi sono anche parecchie chiese evangelicali che non sono affiliate a gruppi denominazionali.
Gli ortodossi sono rappresentati da un piccolo gruppo appartenente alla Chiesa greco-ortodossa di Antiochia. 
Fra i cristiani di altre denominazioni vi sono i Testimoni di Geova e la Chiesa di Gesù Cristo dei Santi degli Ultimi Giorni (i Mormoni). 

### Altre religioni
In Honduras le religioni indigene tradizionali basate sull'animismo sono ancora seguite dallo 0,6% circa della popolazione, mentre lo 0,9% circa della popolazione segue lo spiritismo; queste religioni si mescolano generalmente al cristianesimo, dando luogo a forme di sincretismo religioso. Sono inoltre presenti piccoli gruppi di seguaci del bahaismo, del buddhismo, dell'islam, dell'ebraismo, della religione tradizionale cinese e dei nuovi movimenti religiosi.